# أعراس آمنة (رواية)
أعراس آمنة رواية أدبية صُدرت عام 2009 للكاتب إبراهيم نصرالله وهي احدى الروايات الثامنة لسلسلة "الملهاة الفلسطينية" التي تتحدث عن القضية الفلسطينية، كُتبت الرواية بالتبادل بين اللغة العربية واللهجة العامية الفلسطينية
الشخصيات الرئيسية في الرواية هما "آمنة" و"رندة"، آمنة امرأة فلسطينية تعمل في مركز تأهيل المصابين تقوم بطلب خطبة ابنة جارتها "لميس" ،"لميس" و"رندة" توأمان وتدور الأحداث حول تشتت رندة من هويتها في من تكون لميس أم رندة، وبالرغم من استشهاد زوج أمنة وابنها إلا أنها تصر على خطبة ابنها الشهيد للميس

## ملخص الرواية
تدور القصة في قطاع غزة، حيث كانت تزور آمنة جيرانها لتطلب من رندة أن تتحدث الى لميس أختها بشأن طلب يد لميس للزواج من صالح ابن آمنة، وسرعان ما ترجع آمنة الى المنزل وتتحدث مع زوجها جمال وتستذكر رفض والدها طلبه بالزواج منها في بادئ الأمر وتحدث أخيها مصطفى وتذكره بموقفه في مساعدتها بإقناعها في التقرب من أسرة جمال وزيارتهم باستمرار و الذين أحبو آمنه وكان جمال آن ذاك مسافر الى مصر ليكمل تعليمه الجامعي ليصبح مهندسًا مما أقنع الأب فيما بعد بزواج جمال من ابنته وتستمر بالحديث وهي تدعومهما للاستيقاظ من النوم لكن بدون إجابة، في المقابل تتحدث الجدة مع رندة  التي كانت تعتبر جدتها صديقتها الوحيدة لأن رندة لم تكن تحب صداقة الفتيات من عمرها بسبب المجاملات، وتتحدث مع جدتها بأن توأمها التي تتشاجر معها على أسمها، حيث أن رندة كانت تحب إسم لميس أكثر، وأن لميس لها صديقات كُثر عكسها تمامًا وتتحدث عن أول لقاء بآمنة التي كانت تطرق الباب لتسأل رندة عن منزل للإيجار وأجابتها بأنه يوجد المنزل المقابل لهم ، وكيف أن رندة أعجبت بجمالها وأنها تشبه ممثلة تليفزيونية، وأكتشاف رندة و لميس بحمل آمنة عند انتقال آمنة واسرتها للعيش بجوارهم، وذهولهم بملامحها التي تشبه تلك الممثلة وكانت آن ذاك هي وأختها لازالت صغيرتين، وتعود آمنة للحديث مع زوجها جمال حول خجلها  أثناء زيارة جيرانها و طلب يد الفتاة الصغرى "لميس"قبل الأخت الكبرى "رندة" واقناع رندة بأن لا يجب أن يكون اعتقال أباهما في السجن منذ عشرين عامًا سببًا في تأجيل تلك المناسبة، وتكمل الحديث مع جمال ومصطفى وصالح طوال الوقت إلا أنهم لايجيبونها ، وكانت آمنة ورندة صديقتان مقربتان منذ انتقال آمنة وأسرتها للعيش بجوار رندة، وتتحدث آمنة لرندة عن طبيعية عملها والحالات الانسانية التي تشاهدها لأطفال أصبحو عاجزين للأبد بسبب اصابتهم جراء قصف أو رصاصة من قناص إسرائيلي، وتتحدث آمنة عن زوجها بأنه أُعتقل بعد ولادة ابنهما صالح بشهرين، مما عزز العلاقات بينها وبين رندة وأسرتها وأقامو باب ليربط بين المنزلين، وتذكر آمنة جمال بيوم زفافهما ، حيث لم يستطيعو كلاهما عبور منطقة الآخر، بسبب الحواجز الإسرائيلية، مما اضطر جمال للتخفي بداخل نعش داخل سيارة اسعاف وعند تفنيش الجندي الاسرائيلي للنعش أصيب جمال مما نقل على أثره المشفى ليطلب مقابلة آمنة هناك، وتكمل الحديث الى زوجها بشأن عرس ابنهما صالح وترتيباتهم اللازمة، تستذكر رندة سامر الذي أحب أختها لميس وأحبته لميس أيضًا وتروي موقف انقاذ أختها لميس لسامر  ومساعدتها له على الاختباء أثناء اطلاق رصاص على حاجز من الحواجز حيث كان وسامر، وكان عمرها 13 عامًا، إلا أنهم وجدو ذات يوم صورته في نعي وعلمو أنه استشهد على أحد الحواجز، وتتحدث آمنة عن عزيز الشاب الي يحفر القبور للشهداء الذين يزيد اعدادهم كل يوم، حتى انهم لا يجدو مقبرة فارغة، وكانت تكلمت معه بشأن خطبة رندة وتكلمت مع راندة في الموضوع ذاته، وعلمو أنه استشهد فيما بعد، وتذهب آمنة لعزاء الرجل الأربعيني الذي كان يعاني من تخلف عقلي ويمشي حافيًّا في الطرقات لتجد جنازته بالألاف بعد احتجاز جثمانه من قبل الاحتلال الإسرائيلي بسبب ادعاء أنه قام بوضع عبوة ناسفة، تتوالى قصص المعاناة التي تُسرد بواسطة آمنة ورندة، إلى أن تشاهد آمنة ورندة ومعهم أبناء آمنة (صالح ونادية) خبر على شاشة التليفزيون بوقوع شهيد وعدة اصابات، تهرع آمنة الى المستشفى لتتفاجئ بجثة مشوهه لينتابها الخوف من أن تكون جثة زوجها، وتنسب عدة نساء هذة الجثة بأنها جثة زوج إحداهن أو خطيب لأخرى، وبعد مرور الأيام من زيارة تلك النساء لمقبرة الشهيد، يقل عدد النساء الزائرات شيئًا فاشيئًا، لتصبح آمنة هي الوحيدة التي تزور القبر بعد أن تأكدت تلك النساء الواحدة تلو الأخرى، من أن ذلك الجثمان ليس يخصها، لتتأكد بذلك آمنة من أن هوية الجثمان لزوجها، يمر الوقت ويبلغ صالح الرابعة عشر من عمره، ويزداد تأثره بوالدة وحرصه على زيارة مكان استشهاده، وسؤال أمه وجيرانة و المارة عن مدى شبهه بأبيه ويهتم برأي لميس التي كان يحبها والتي لم تبادله نفس الشعور، كانت آمنة ذات يوم في مركز التأهيل التي تعمل به سمعت بوجود شهيد عمره مابين ال14 وال15 عند التعرف على وجهه أدركت أنه صالح، تنتهي الرواية بإخبار آمنة رندة باحضار الأولى لفستان الزفاف لميس لتخبرها رندة أنه أصغر حجمًا، لترد آمنة بأن من يحبون بعضهم يتحولون الى طيور صغيرة، وفهمت رندة أن قصدها كان لأنهم استشهدو وهم صغار، تحاول أم رندة معرفة من تكون ابنتها التي تعيش معها الآن رندة أم لميس، فطلبت منها كتابة كلمة فلسطين في ورقة وشرعت في مقارنتها بخط كلمة فلسطين في ورقة أخرى كانت تحتفظ بها، لكن وجدت أن الخط متطابق ، ولم تجيب رندة على سؤال أمها، وفي ختام الرواية تعيش الشخصية في حالة تشتت في من هي،لميس أم رندة، بعدما استشهدت احداهما برصاصة قناص بينما كانت على سطح المنزل ولا يعلم أحد من التي استشهدت لميس أم رندة 

## شخصيات الرواية
- آمنة: درست علم نفس، تعمل مشرفة في مركز تأهيل المصابين ، وهي زوجة "جمال" و أم"صالح" و"نادية" وجارة "لميس" و"رندة"

- رندة: صحافية عمرها 25 عامًا وهي الأخت التوأم للميس

- لميس :توأم رندة

- جمال: زوج آمنة، درس في مصر وأصبح مهندسًا

- صالح: ابن آمنة وجمال، كانت تسعى آمنة في خيالها أن تزوجه من لميس جارتها

- مصطفى: شقيق آمنة

- نادية: بنت آمنة وجمال الصغرى

- عزيز: شاب يعمل في حفر القبور، وكانت آمنة تريد أن تزوجه ل"رندة"

- سامر: شاب كانت تحبه لميس [6]